# Landesgartenschau Memmingen 2000

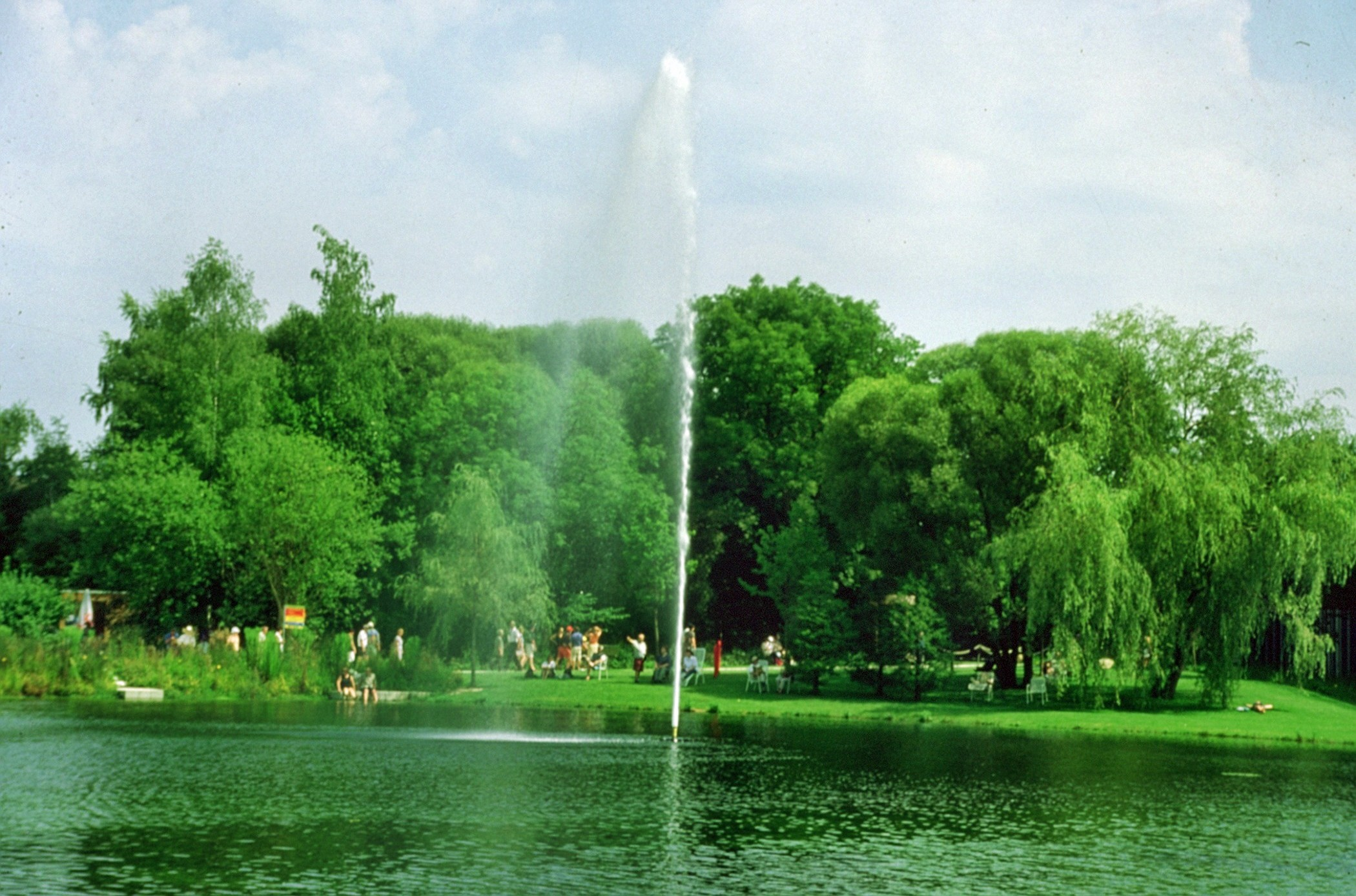
Umgestalteter See mit Fontäne auf der Landesgartenschau

Die Landesgartenschau 2000 (LGS 2000) war eine bayerische Landesgartenschau in Memmingen im Regierungsbezirk Schwaben. Sie fand vom 28. April bis zum 8. Oktober 2000 auf einer ehemaligen Brachfläche statt, die in ein Naherholungsgebiet umgewandelt wurde. Mit über 1,3 Millionen Besuchern sowie einem Gewinn in der Schlussbilanz zählt die Landesgartenschau 2000 zu den erfolgreichsten Landesgartenschauen.

## Bewerbung
Ein Konzept über die Bewerbung als Austragungsort einer Landesgartenschau in den 1980er Jahren hatte keine Erfolgsaussichten und wurde wieder verworfen. Anfang der 1990er Jahre wurde ein neuer Plan ausgearbeitet und 1991 erhielt die Stadt den Zuschlag für die Ausrichtung der Landesgartenschau 2000. Das Konzept sah vor, ein bis 1930 als Naherholungsgebiet genutztes Gebiet an der Memminger Ach wieder als solches zu erschließen. Auf dem Gelände befand sich in den 50er Jahren die Kläranlage. Nach der Gründung des Abwasserzweckverbandes Heimertingen und der Auslagerung der Kläranlage wurde das Gelände verschiedenen Nutzungen unterworfen, zum Beispiel als Bauhof und Kompostfläche. Von den beiden ehemaligen Klärweihern war nur der nach der dort früher ansässigen Firma Stetter benannte Stetterweiher für die Öffentlichkeit zugänglich und diente als Fischweiher und dem Angelsport. Das Gartenschaukonzept sah vor, die schadstoffbelasteten Flächen in eine innerstädtische Grünanlage umzuwandeln. Die durch das Gelände verlaufenden Straßen, die A 96 und der Mittlere Ring stellten sich als problematisch heraus. Mit dem alten Baumbestand, den Wasserflächen der alten Klärweiher, der Memminger Aach und den Biotopen bot sich allerdings die Chance einer nachhaltigen Verbesserung.

## Planung und Kosten
Die Planungen begannen 1995 mit einem städtebaulichen und landschaftsplanerischen Ideenwettbewerb. Die Auswertung fand im Sommer 1996 statt. Der erste Preis ging an die Landschaftsarchitekten Andrea Gebhard, Johannes Mahl-Gebhard, Helmut Wartner und die Architekten Bernhard Landbrecht und Christian Stadler. Diese wurden mit der Planung und Koordination des Projekts beauftragt.
Im Frühjahr 1998 begannen die Arbeiten. Der vorgesehene Termin für die Eröffnung, der 28. April 2000, wurde eingehalten. Insgesamt wurden 17.792.956 Euro für die LGS ausgegeben. Davon waren die Baumaßnahmen mit 8.231.799 Euro der größte Posten. Die Planung kostete 1.482.746 Euro und nahm die zweite Stelle ein.

## Zielvorstellungen
Die Ziele waren vor allem das bis dahin ungenutzte Areal für die Bevölkerung zu erschließen und einen Stadtpark zu schaffen, der auch nach der LGS weiter von der Bevölkerung genutzt werden konnte. Ein Hauptziel war, einen innerstädtischen Grünzug zu schaffen. Des Weiteren musste die Durchgängigkeit für Fußgänger und Radfahrer gewährleistet werden. Das Ortsbild und die Natur standen neben dem Naherholungswert und der Wohnqualität im Vordergrund.

## Konzept

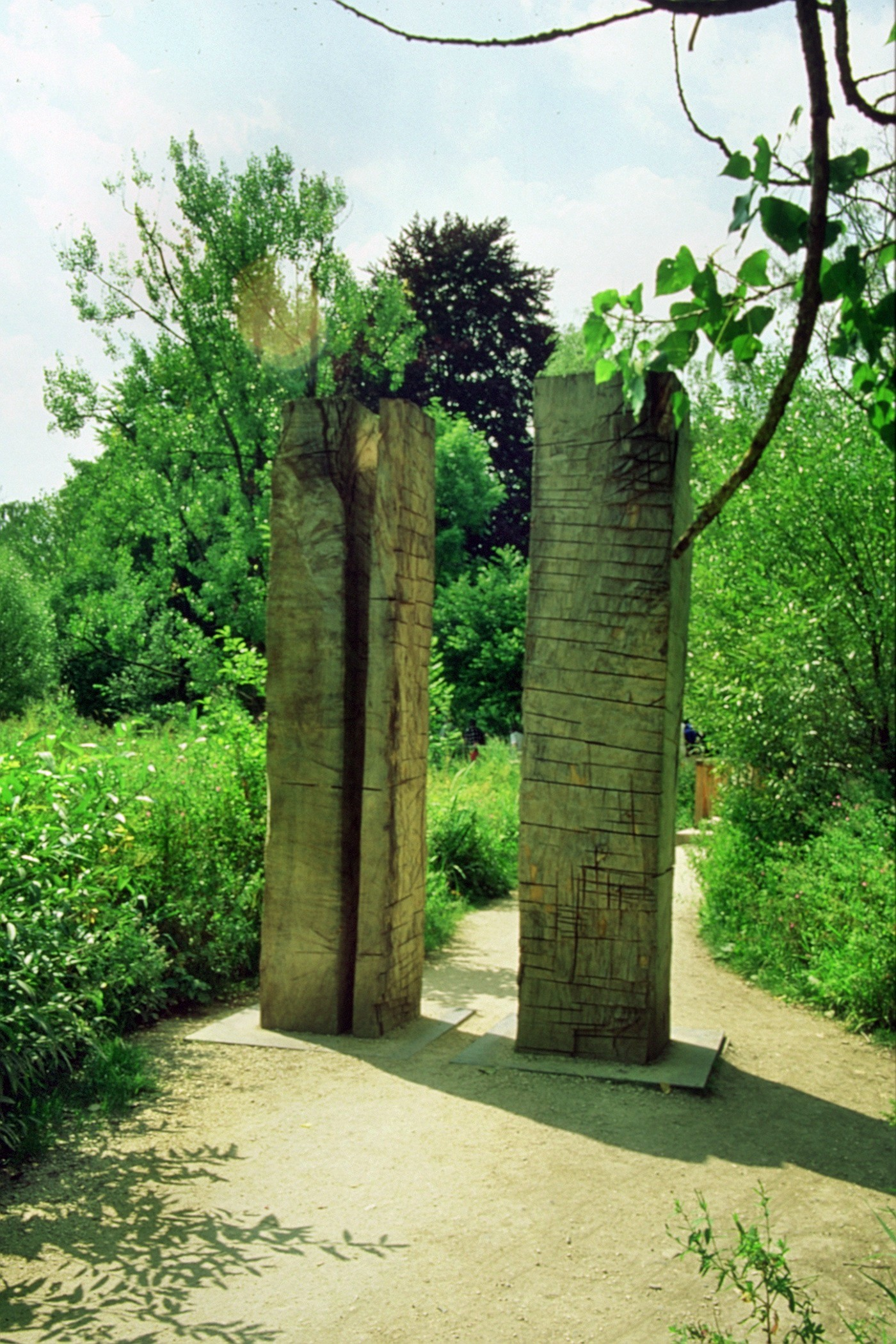
Holzkunstwerk

Das Landesschaukonzept sah vor, Bezüge zwischen Altem und Neuem, Natur und Kultur, Emotionen und Rationalem, Weite und Intimität herzustellen. Es sollte vor allem  den Menschen ein attraktives Lebensumfeld schaffen. Der westliche Teil der Ausstellung wurde als Naturausstellung konzipiert, der Osten an der Autobahn sollte der Kultur für Ausstellungen und Veranstaltungen vorbehalten sein. Das Konzept sah weiterhin vor, nach der Landesgartenschau im Osten einen Platz für Messen, Zirkusse und Festzelte auf dem Gelände zu schaffen.
Das Kunst- und Farbkonzept sah Folgendes vor: „...in Verbindung mit technischen Bauwerken markieren Mauerscheiben Anfang und Ende von Achsen und Räumen. Sämtliche Kunstwerke und Einbauten, aber auch die Bepflanzung mit den unterschiedlichen Blütenbildern orientieren sich an einem Gesamtfarbkonzept....“
Ein weiterer Punkt war die Verkehrsberuhigung im gesamten Bereich der Landesgartenschau. So wurde die Colmarer Straße, die am westlichen Teil des LGS-Geländes verläuft, saniert und als 30-Kilometer-Zone ausgewiesen. Die direkte Zufahrt von der Colmarer Straße in den Mittleren Ring wurde unterbunden. Seitdem wird die Colmarer Straße mit der nach Osten führenden Hemmerlestraße fortgeführt. Ebenso wurde die Saarlandstraße, „welche den Gast von der Altstadt zur Landesgartenschau führen soll“ umgestaltet. Neue Bäume, Sträucher und Stauden wurden dort zur Parkplatzbegrenzung gepflanzt, der alte Baumbestand blieb weitgehend erhalten. Der östliche Teil der Landesgartenschau war bereits durch die geringe Wohnbebauung nicht sonderlich vom Verkehr betroffen. Lediglich der an den Festplätzen vorbeiführende Teil der Straße Neue Welt wurde umgestaltet und den Bedürfnissen eines solchen Großereignisses angepasst. Dabei entstanden unter der Autobahn Ausstellerparkplätze, die jetzt den Erholungssuchenden zur Verfügung stehen.
Anstatt, wie sonst üblich, besondere Kleingartensiedlungen für die LGS anzulegen, wurde bei der LGS in Memmingen die bestehende Kleingärtnersiedlung im Osten einbezogen und mit den Pächtern eine Vereinbarung bezüglich der Öffnung der Gärten getroffen. Die ehemaligen Klärweiher wurden neu gefasst und in das langgezogene Areal des östlichen Teils integriert. Die eine Seite wurde naturnah, die andere in Beton gefasst. Zwischen den beiden, durch einen kleinen Durchlauf miteinander verbundenen Weihern, wurde eine Seebühne errichtet. Eine Gräberausstellung mit modernen Gräbern und alt anmutenden Grabmonumenten wurde auf der Nordseite des Westteils angelegt.

## Umsetzung des Konzepts
Das Konzept der Landesgartenschau wurde komplett umgesetzt. Sie wurde am 28. April 2000 durch den damaligen bayerischen Ministerpräsidenten Edmund Stoiber und einige Kabinettsmitglieder eröffnet. Prominente Paten konnten für verschiedene kleinere Attraktionen in der LGS gewonnen werden. Rudolph Moshammer erfüllte sich auf der LGS seinen Kindheitstraum eines Lustlabyrinths. Es bestand aus Thujapflanzen und hatte verschiedene Ruhepole in den Sackgassen, die mit Blumen geschmückt und barocken Bänken versehen waren.

### Aufbau der LGS
Der westliche Teil der Landesgartenschau war von natürlichen Blumenbeeten und der Auenlandschaft der Memminger Aach geprägt. Bauerngärten und einheimische Blumen, Stauden und Bäume setzten in diesem Teil der LGS den überwiegenden Akzent. Eine alte Mühle und deren Nebengebäude wurden integriert und damit zusätzliche Ausstellungsflächen gewonnen. Die Auen der Aach wurden als Naturpfad genutzt. Der Mittlere Ring, eine der am meisten befahrenen Straßen der Stadt, wurde durch eine Unterführung mit einem kleinen Wasserlauf zum östlichen Teil der Landesgartenschau umgangen.

### Veranstaltungen
Während der Landesgartenschau fanden etwa 2000 Veranstaltungen statt. Vereine aus der Stadt, dem Umland sowie aus weiterer Entfernung stellten sich und ihre Aktivitäten vor. Landschaftsgärtner und Architekten hatten ihre eigenen Veranstaltungsflächen. Für künstlerische Aufführungen baute man zwischen der Autobahn und dem ehemaligen Stetterweiher eine Seebühne auf.

## Haushalt der LGS
Die Landesgartenschau erwirtschaftete ein Minus von 6.903.539 Euro, welches jedoch durch verschiedene positive Auswirkungen aufgefangen wurde. So konnten während der Landesgartenschau bis zu 197 Personen beschäftigt werden, im direkten Umfeld der LGS wurden etwa 160 Arbeitsplätze geschaffen. Insgesamt kann von einem volkswirtschaftlichen Nutzen von 36.000.000 Euro durch die Landesgartenschau ausgegangen werden, sodass die LGS gegenüber dem veranschlagten Minus von 1,9 Millionen Euro ein Plus von 2,2 Millionen erzielte.

### Einnahmen
Bei den Einnahmen waren die Eintrittsgelder mit 5.879.857 Euro der größte Posten. An zweiter Stelle standen die Fördergelder mit 3.681.302 Euro. Die Pacht- und Werbeeinnahmen betrugen 920.325 Euro, die Parkgebühren 203.417 Euro, der Verkauf von Broschüren und des Inventars brachte 102.258 Euro ein, die gleiche Summe setzte sich aus sonstigen Einnahmen und Spenden zusammen. Die Gesamteinnahmen beliefen sich auf 10.889.417 Euro.

### Ausgaben
Den größten Posten der Passiva stellten die Baumaßnahmen mit 8.231.799 Euro dar. An zweiter Stelle standen die Personalkosten in Höhe von 1.687.263 Euro, die Planung kostete 1.482.746, der Grunderwerb 1.380.488 Euro; die gleiche Summe wurde für die gärtnerische Gestaltung aufgewendet. Auf 920.325 Euro beliefen sich die Ausgaben für Werbemaßnahmen, der Unterhalt des Geländes und die Bewachung verschlangen 664.679 Euro. Veranstaltungen und der Kulturteil kosteten 306.775, Mieten und Pachten 460.163 Euro. Die Gesamtausgaben beliefen sich auf 17.792.956 Euro.

## Aussteller
Insgesamt waren auf der LGS 50 Aussteller und Vereine vertreten, für die besondere Bereiche wie ein Blumenzelt vorgesehen waren. Sie kamen aus den unterschiedlichsten Branchen im gesamten süddeutschen Raum. Direkt aus Memmingen kamen 18 Aussteller, aus der Region mit einem 30 Kilometer-Radius kamen drei, im Radius von 30 bis 60 Kilometer 15 Aussteller. 14 Aussteller hatten eine Anfahrt von mehr als 60 Kilometer.

## Nachnutzung

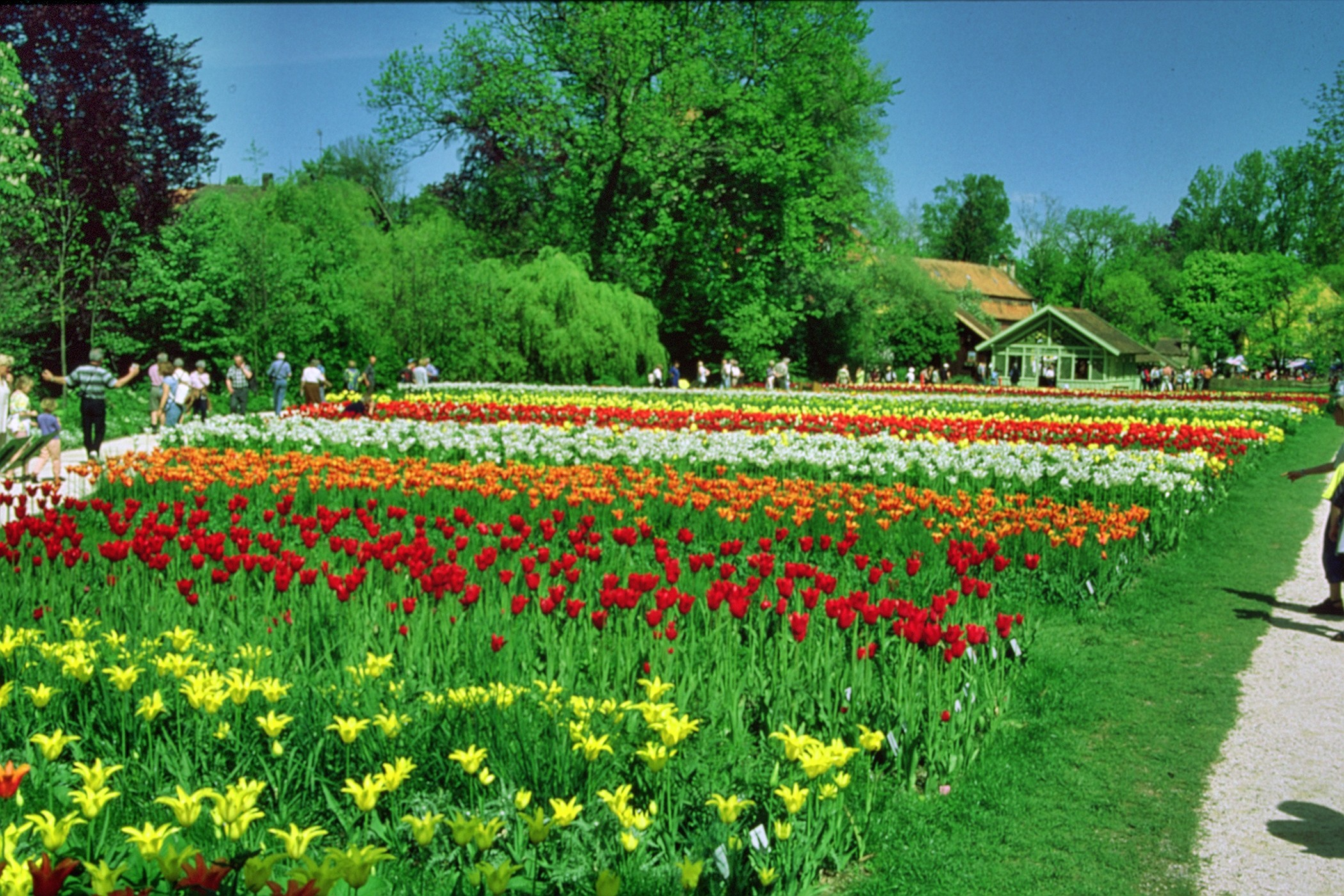
Blumenlandschaft mit der alten Kegelhalle im Hintergrund

Für die Nachnutzung wurde der Verein Freunde der Landesgartenschau Memmingen 2000 e. V. am 29. November 2001 gegründet. In seinen Statuten verpflichtete er sich zum Erhalt und zur Pflege des ehemaligen Landesgartenschaugeländes. Der Verein organisiert verschiedene Veranstaltungen, die zu traditionellen Terminen geworden sind. Das Ostereiersuchen für Kinder, der Festgottesdienst auf der Seebühne zum Erntedankfest und das Spaß-Spiel-Sport-Familienfest im Juli gehören dazu.
Das ehemalige Gelände im Westen der LGS dient als Veranstaltungsort für Zirkusse, Messen und ähnliche Veranstaltungen. In neuester Zeit wird dieser Platz auch für Festzelte bei großen Sportereignissen wie Fußballmeisterschaften benutzt.
Der ehemalige Klärweiher wird seit dem 1. Mai 2015 sportlich mit einer Wakeboard-Anlage genutzt.